# Nora Astorga
Nora Josefina Astorga Gadea de Jenkins (Managua, 10 de diciembre de 1949 - 14 de febrero de 1988) fue una política y diplomática nicaragüense.
Fue guerrillera en el Frente Sur de la insurrección sandinista contra la dictadura de la familia Somoza. Después del triunfo de la Revolución Popular Sandinista en 1979, funge como abogada, jueza, política y embajadora de Nicaragua ante Estados Unidos, y luego las Naciones Unidas. Es la primera sandinista de alto rango que muere de forma natural producto de cáncer de mamas y metástasis pulmonar. En julio de 1987 el gobierno revolucionario le otorga la máxima condecoración: la Orden Carlos Fonseca, desde entonces y hasta la fecha es recordada como heroína de la guerra contra la dictadura militar.

## Biografía

### Primeros años
Nora Astorga nació en Managua, el 10 de diciembre de 1949 en el seno de una familia clase media de tradición católica y liberal, de abuelo con grado de general, y padre militar somocista. Estudió durante once años en un colegio de monjas teresianas en Managua, con quienes desde pequeña daba catecismo en los barrios marginales de Managua. Es ahí donde le “fueron naciendo preguntas políticas y sociales y comencé a cuestionar el mundo en el que vivía” (ibídem).
Al terminar los estudios secundarios y tras acusaciones de su padre sobre el carácter “comunista” de sus ideas, se involucra, al entrar a la Universidad Centroamericana (UCA) a estudiar la carrera de derecho, en las primeras huelgas y tomas de iglesias impulsadas por el Frente de Estudiantil Revolucionario (FER). 
A los 16 años se integra al Partido Conservador, mismo que ve como una posibilidad de cambio. Se involucra en la campaña electoral de Fernando Agüero Rocha, pero, tras el pecto Agüero- Somoza se decepciona rápidamente de los partidos políticos existentes. 
Es enviada por su padre a Estados Unidos desde 1967 hasta 1969, donde decide estudiar medicina por creerla “una de las profesiones que me podría dar la posibilidad de trabajar para el cambio social”.

### Integración al FSLN y primeras acciones
Al regresar a Nicaragua en 1969, luego de decidir que la medicina no era una profesión para ella, aun sin conocer directamente al Frente Sandinista, empieza a mirarlo la única opción verdadera para el cambio social y el derrocamiento del régimen somocista.
De regreso a la UCA es captada por Carlos Agüero para que se una al Frente Sandinista en el Período de Acumulación de Fuerzas en Silencio (1970-1974). Al pasar este a la clandestinidad, trabaja bajo la responsabilidad de Oscar Turcios, entonces miembro de la Dirección Nacional. Su primera responsabilidad fue ser correo de Turcios, transportarlo y buscarle casas de seguridad hasta 1973, año en que Oscar Turcios cae en combate. También transportó a Ricardo Morales Avilés y José Benito Escobar.
Se separa del Frente Sandinista y se reincorpora en el año 1978, después del asesinato del periodista Pedro Joaquín Chamorro, “Y no fue su muerte misma, con todo y que yo conocía a Pedro. Lo que me marcó fue ver la gente volcarse en las calles”.
El 8 de marzo de 1978 en Nicaragua resonó el nombre de Nora Astorga al participar en el operativo del “Perro”. Cuando Astorga era abogada y jefa del personal de una compañía constructora destacada en el país, el General somocista Reynaldo Pérez Vega, presidente del Estado Mayor de la Guardia Nacional, acosa y hostiga a Astorga con intenciones sexuales. Al identificar Nora el interés del “Perro” Pérez Vega, organiza un comando destinado al secuestro del general con el fin de liberar presos políticos. El comando no logra detener a Pérez Vega, por lo que es necesario ajusticiarlo. Astorga pasa a la clandestinidad en el Frente Sur. En mayo de 1979 viaja a Costa Rica y regresa el 19 de julio del mismo año, día del triunfo de la Revolución Popular Sandinista. 

### Carrera política
En la primera etapa de la Revolución Sandinista trabajó en la fiscalía y fue la encargada de juzgar a los militares de la Guardia Nacional del régimen somocista. De los tribunales, pasó a trabajar a la Cancillería. Luego fue representante de Nicaragua ante las Naciones Unidas, puesto que ejerció durante dos años.

## Muerte y legado
Nora Astorga murió en Managua, el 14 de febrero de 1988 a los 38 años de edad producto de cáncer de mamas. Se recuerda como una “heroína de la patria y la revolución”.